# Эскадренные миноносцы типа «Реджеле Фердинанд»
Эска́дренные миноно́сцы ти́па «Реджеле Фердинанд» — тип эскадренных миноносцев, состоявших на вооружении военно-морских сил Румынии в 1930-х—начале 1960-х годов. Принимали участие во Второй мировой войне. Состоял из двух кораблей: «Реджеле Фердинанд» и «Реджина Мария». Строились в Италии на верфи «Паттисон».

## Конструкция
В качестве прототипа румынского эсминца выбрали английский лидер «Шекспир», построенный в 1918 году.

## Служба
1 декабря 1941 года, сопровождая конвой, атаковали 36 глубинными бомбами советскую ПЛ Д-4. ПЛ получила незначительные повреждения.
Зимой 1943/1944 годов носовое 120-мм орудие № 2 заменили на 88-мм универсальную пушку.
«Реджеле Фердинанд» участвовал в сопровождении конвоя Patria. 11 мая повреждён советской авиацией. Повторно серьёзно повреждён советской авиацией 20 августа в Констанце.
29 августа 1944 году захвачены советскими войсками в Констанце и 14 сентября включены в состав ВМФ СССР под наименованиями «Лихой» («Реджеле Фердинанд») и «Летучий» («Реджина Мария»). В 1951 году возвращены Румынии. До конца 1950-х годов входили в состав ВМС Румынии, затем разоружены и в 1960 сданы на слом.

## Представители проекта
| Эсминец                                           | Операторы      | Спущен на воду | Начало службы | Конец службы              |
| ------------------------------------------------- | -------------- | -------------- | ------------- | ------------------------- |
| «Реджеле Фердинанд» («Regele Ferdinand», «Лихой») | Румыния · СССР | 2.12.1928      | 28.07.1930    | Списан в апреле 1961 года |
| «Реджина Мария» («Regina Maria», «Летучий»)       | Румыния · СССР | 2.03.1929      | 28.07.1930    | Списан в апреле 1961 года |